# Виланија
Виланија (итал. Villania) је насељено место у Републици Хрватској у Истарској жупанији. Административно је у саставу Града Умага.

## Географија
Виланија је раштркано насеље у западној Истри, 5 км источно од Умага, на локалном путу Петовија—Плованија, а на надморској висини од 46 метара. Становници се на околним плодним пољима баве пољопривредом.

## Историја
Подручје је било насељено у античко доба, о чему сведоче многобројни пронађени предмети (надгробна стела, новац, стакло и др). У засеоку Клија северозападно од Виланије, у склопу летњиковца, сачувана је једноставна капела правоуглог тлоцрта, посвећена Светом Николи. Налази се на неистраженом археолошком локалитету (праисторија, антика, средњи век). Има у дрвету изрезбарени полихромиран олтарни ретабл из XVII века са киповима Св. Николе, Св. Пелегрина и Св. Марка еванђелисте, чије је име црква првобитно носила. Према традицији, настанак цркве се повезује са предајом Умага Венецији 1269. године На подручју Виланије има доста остатака сликовите традицијске архитектуре XIX века.

## Становништво
Према последњем попису становништва из 2011. године у насељу Виланија је живело 266 становника у 92 домаћинства.
Кретање броја становника по пописима 1857—2001.
| година пописа  | 1857. | 1869. | 1880. | 1890. | 1900. | 1910. | 1921. | 1931. | 1948. | 1953. | 1961. | 1971. | 1981. | 1991. | 2001. | 2011. |
| бр. становника | 0     | 0     | 127   | 135   | 145   | 178   | 0     | 0     | 180   | 126   | 148   | 100   | 108   | 145   | 178   | 266   |

Напомена:У 1857, 1869, 1921. и 1931. подаци су садржани у насељима Петровија и Имаг. Од 1880. до 1910. исказивано као део насеља. 